# 阿吉亞爾小鎮

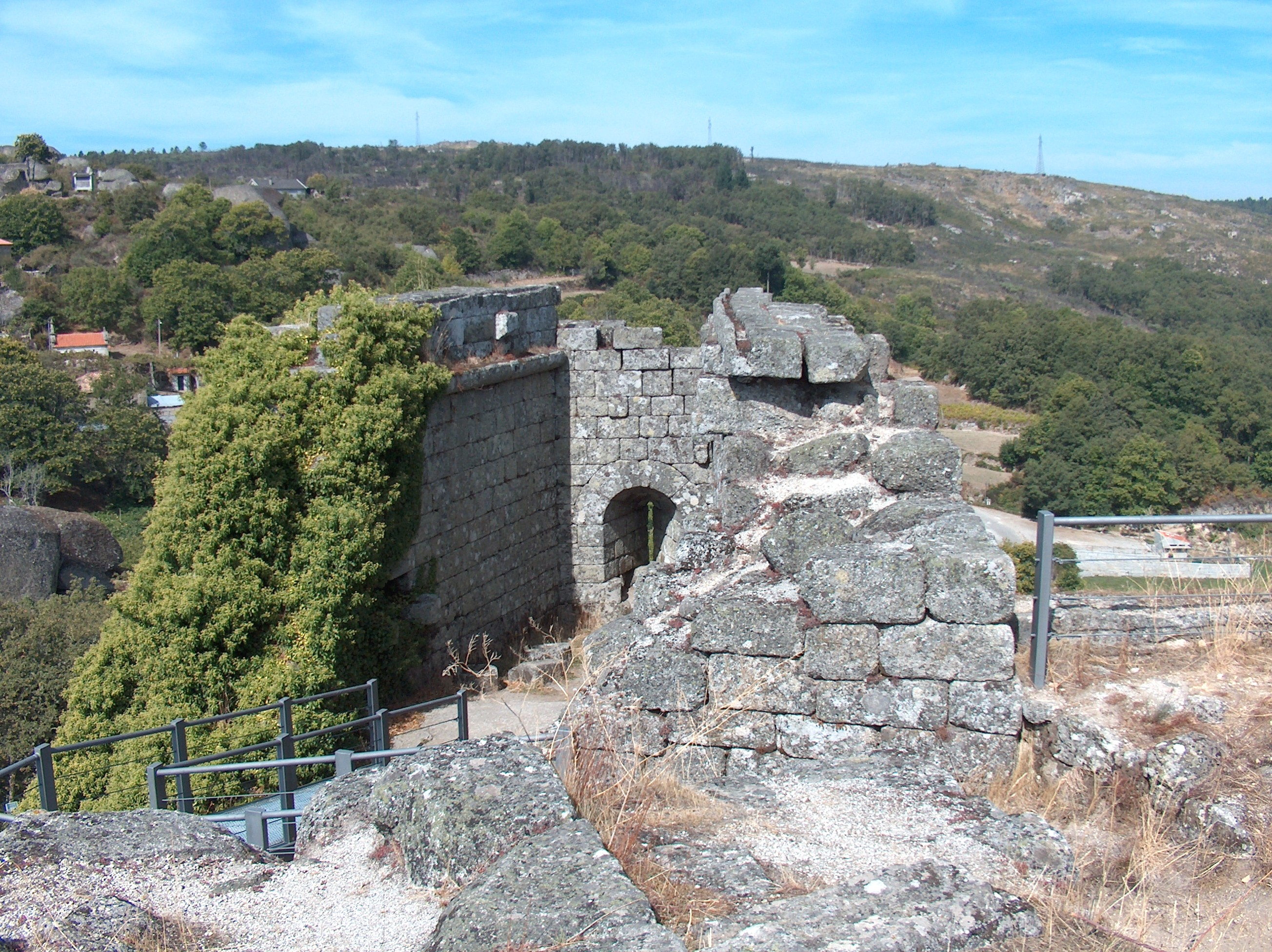

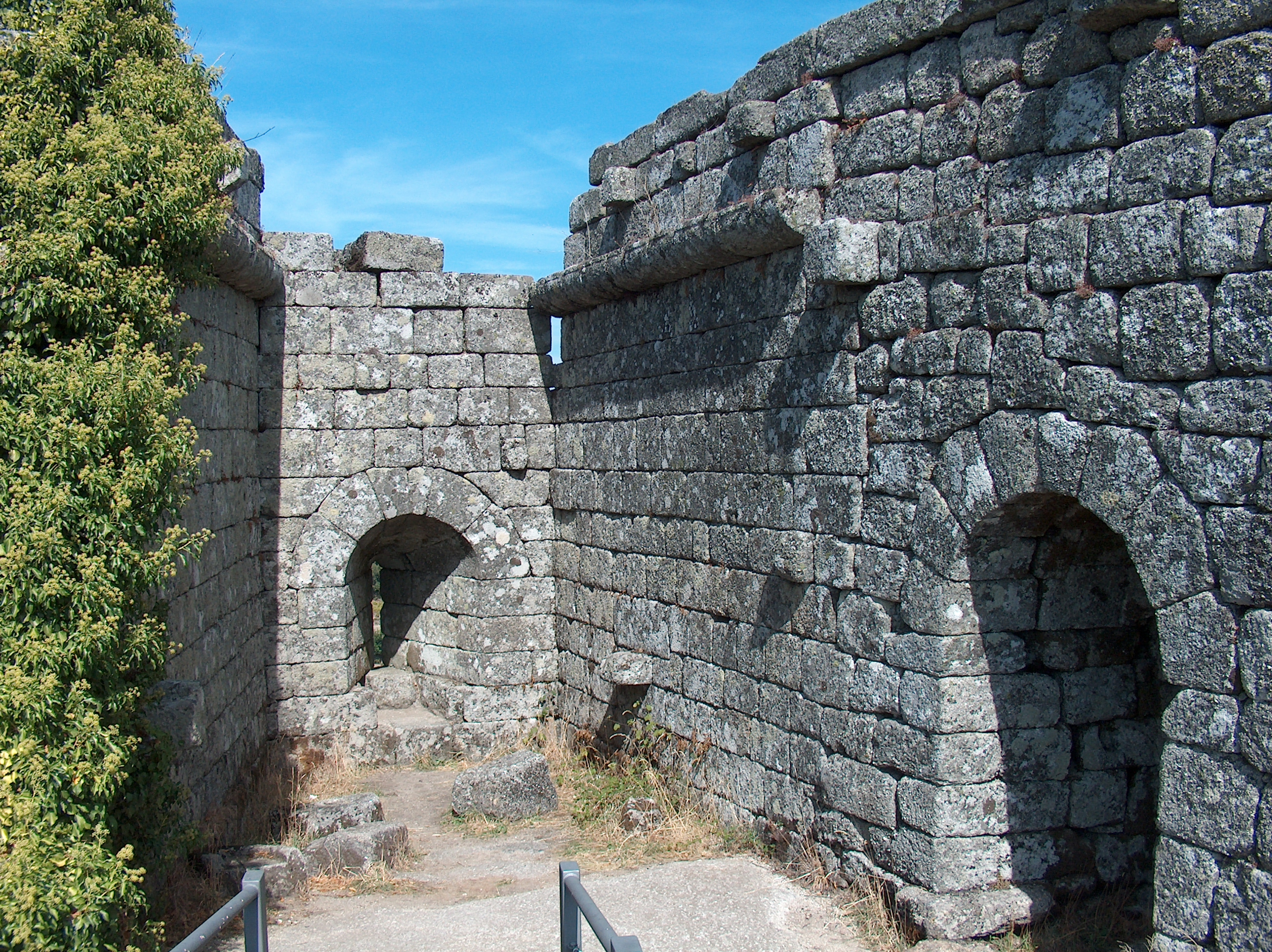

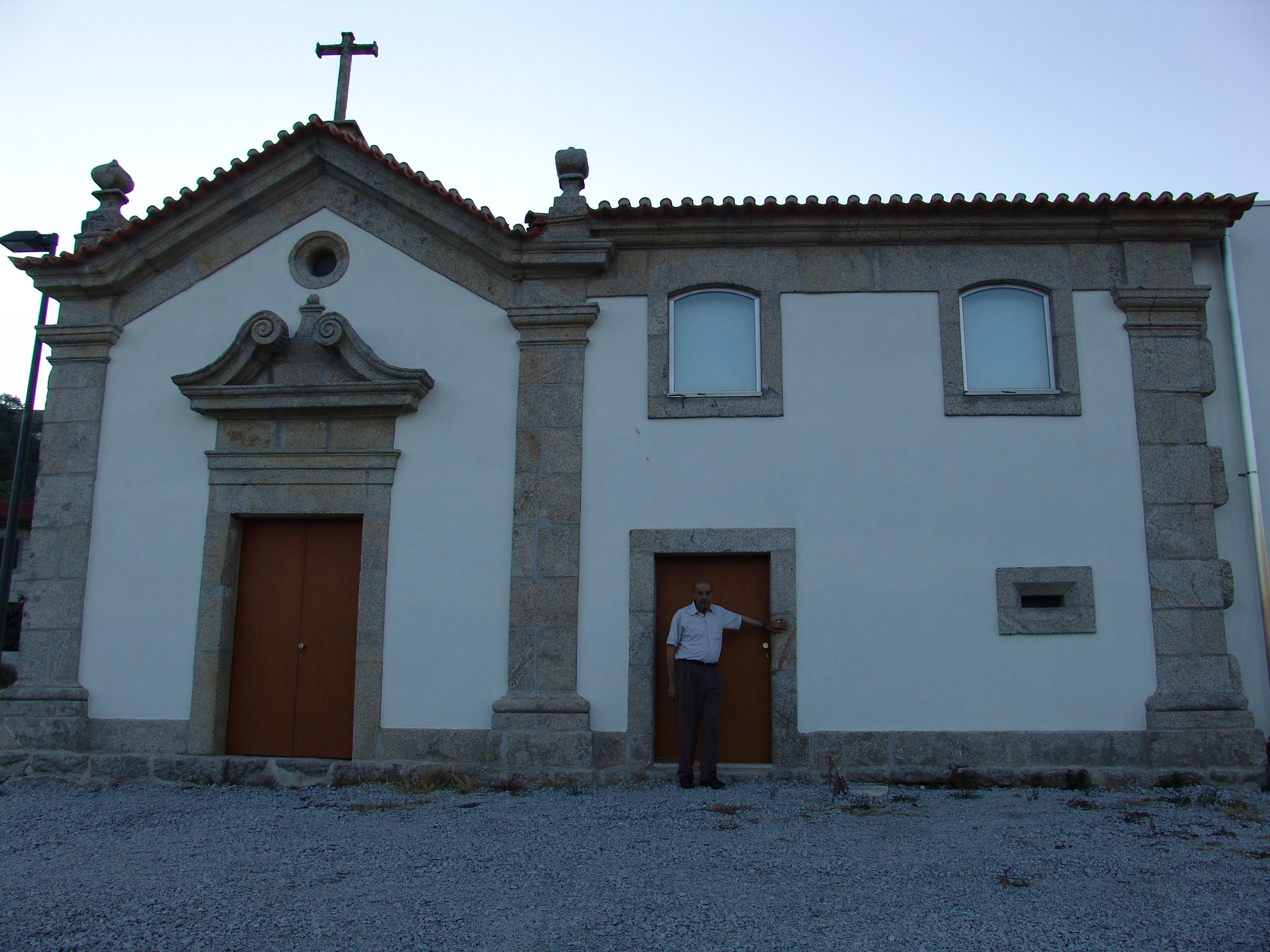

41°30′2″N 7°38′32″W / 41.50056°N 7.64222°W
阿吉亞爾小鎮（葡萄牙語：Vila Pouca de Aguiar），是葡萄牙的城鎮，位於該國北部，由雷亞爾城區負責管轄，始建於1206年，面積437.07平方公里，2011年人口13,187，人口密度每平方公里30.17人。